# Ghosts Again
Ghosts Again is een nummer van de Britse synthpopband Depeche Mode uit 2023. Het is de eerste single van hun vijftiende studioalbum Memento Mori.
"Ghosts Again" was de eerste single van Depeche Mode na het overlijden van bassist Andy Fletcher in 2022. Volgens zanger Dave Gahan legt het nummer "de perfecte balans tussen melancholie en plezier" vast. Martin Gore zei dat de bandleden nooit zat werden van het nummer, iets wat zeldzaam is voor de band. De tekst werd mede geschreven door Richard Butler van The Psychedelic Furs, en gaat over afscheid en hoop. Dave Gahan zingt dat alles en iedereen kan verdwijnen en vervagen, en dat we op den duur allemaal "geesten zullen zijn".
Het nummer werd een radiohit in diverse Europese landen, maar slechts in een handjevol landen bereikte het de hitlijsten. Zo bereikte het de 20e positie in de Britse verkooplijst, maar de hoofdlijst werd in het Verenigd Koninkrijk niet gehaald. In Nederland bereikte het de Top 40 niet, wel bereikte het de eerste positie in de Verrukkelijke 15 van NPO Radio 2 en de 6e positie in De Verlanglijst van NPO 3FM.
De bijbehorende videoclip werd geregisseerd door Anton Corbijn.